# 源氏物語の写本
本記事では、源氏物語の写本（げんじものがたりのしゃほん）について説明する。

## 概要
日本の古典文学を代表する作品である源氏物語には数多くの写本が残されている。日本でも木版による印刷技術は飛鳥時代から存在したものの、それによって印刷されたのは仏典や漢籍に限られており源氏物語のような文学作品は長く「印刷」される事は無かった。そのために、源氏物語は平安時代中期に著されてから江戸時代初期までは写本でのみ読むことが出来た。それ以降は古活字本を始めとする印刷本が流布する事になって行く。
どれくらいの数の源氏物語の写本が存在する・したのかは明らかではない。校異源氏物語及び源氏物語大成は約60本の写本を校合の対象にしており、これらと重なるものも多いが源氏物語別本集成は約40本、河内本源氏物語校異集成は約30本の写本を校合の対象にしており、主要な校本で校合の対象として取り上げられている写本はのべ100本程度である。1932年に東京帝国大学文学部国文学研究室において開催された展観会における目録では青表紙系統62種、河内本系統34種、別本系統24種の計122写本が取り上げられており、1960年の大津有一「諸本解題」池田亀鑑編『源氏物語事典　下巻』（東京堂出版）では計125写本が取り上げられているが、これらの文献に挙げられているのはあくまで全体から見るとほんの一部の写本であり、これらに含まれない写本も多数存在する。また、#写本の状況で詳述する通り、全巻揃った写本は少ない。
21世紀に入っても写本は時折発見され、ニュースになる事がある。

## 源氏物語の写本の名称
源氏物語の写本は、多くの場合、
- その写本の書写者とされる人物の名称（○○筆本）
- その写本の現在又は過去の所有者または管理者の名称（○○蔵本または○○旧蔵本）

のいずれかに由来する名称で呼ばれる。実際には、同じ一つの写本が書写者に由来する名称と所有者に由来する名称を共に持つことも多く、逆に一つの写本が複数の書写者とされる人物を持っているため書写者とされる人物の名称に由来する写本の名称を複数持っていたり、所有者が次々と移るのに応じて所有者に由来するいくつもの名称を持つことがしばしばあり、逆に、一人の人物がいくつもの写本を書き残した場合や一人の人物または組織が複数の写本を所有したような場合には同じ一つの名称が全く異なる別の写本を示すことがある。
例えば、コレクション「青谿書屋」で知られる三井合名会社理事であった大島雅太郎は、一時期豊富な財力を背景にさまざまな書物の古写本を収集したため、「大島本」の名で呼ばれる古写本は（源氏物語のものに限らず）数多く存在するが、通常単に「大島本」という時は飛鳥井雅康筆とされる、青表紙本系で最良とされる写本を指す。同時に、河内本の本文を持ち、現在天理図書館に所蔵される写本も単に「大島本」と呼ばれる事もあるが、前述のものと区別するために「大島河内本」などと呼ばれることの方が多い。さらにそれ以外にも大島雅太郎は1帖のみ伝えられている写本をいくつか所有しており、それらは「大島雅太郎蔵伝耕雲花山院長親筆花宴巻」、「大島雅太郎蔵伝二条為氏筆松風巻」、「大島雅太郎蔵伝二条為氏筆鈴虫巻」、「大島雅太郎蔵伝冷泉為相筆鈴虫巻」、「大島雅太郎蔵伝藤原為家筆藤裏葉巻」、「大島雅太郎蔵伝二条為氏筆柏木巻」、「大島雅太郎蔵伝二条為氏筆紅葉賀巻」、「大島雅太郎蔵伝西行筆竹河巻」のように伝承筆者や現存している巻の名称を付して区別している。このように数多くの写本を所有していたため、同人の所有していた写本の写本記号には伝承筆者の名前を使用したものの他大島雅太郎の名前から「大」・「島」・「雅」が使用されており、コレクション「青谿書屋」の名称から「青」・「谿」が使用されている。
また、鎌倉時代末期の住吉大社の神主で歌人としても知られる津守国冬（1270年（文永7年）-1320年（元応2年））による書写とされる源氏物語の写本は、断片的にのみ残るものや取り合わせ本の中に含まれるものを含めるといくつか知られているが、通常津守国冬の書写した本という意味で単に「国冬本（源氏物語）」とのみいうときには、校異源氏物語及び源氏物語大成校異編に採用された、現在天理大学天理図書館に所蔵されている津守国冬の書写による巻を含む取り合わせ本をいう。

## 本文系統
源氏物語の写本はしばしば本文系統によって「青表紙本の本文を持つ写本」・「河内本の本文を持つ写本」・「別本の本文を持つ写本」に分類される。校異源氏物語及び源氏物語大成校異編においては源氏物語の写本を上記の三つの区分に分けて列挙しており、源氏物語別本集成では「別本の本文を持つ写本」のみを対象とし、河内本源氏物語校異集成では「河内本の本文を持つ写本」のみを対象にしている。このような3区分は、古注釈の時代から存在した「青表紙本」・「河内本」という二つの系統を元に池田亀鑑がこの二つに含まれない諸写本を「別本」として加えて成立させたものである。この3区分法自体はこれ以後主流の考え方になっていったが写本をこのような区分に従って分けることについてはさまざまな問題が指摘されている。
阿部秋生により、「外形的な特徴に重きを置いて古伝承にある「青表紙本」や「河内本」が存在しているという前提でそれに該当する伝本を探し求めるという池田の方法は異例であり、奇異な方法である」「伝本の分類は本文そのものの比較を中心に据えるのが本来の姿であろう」「さらにもし青表紙本が古伝本系の別本の一つであるはずの藤原定家の目の前にあったある写本の中の一つを忠実に写し取ったものであるならば、青表紙本とは実は古伝本系別本の一つであるということになる。」との批判が加えられた。阿部の主張のもとになっている「定家が書写した青表紙本の本文が本当に元の写本の本文に手を加えず忠実に写し取った」という点については、石田穣二による「意図しない単純な誤写はわずかに確認できるものの、意図的な改変は存在しない」とする見方も存在するものの藤原定家により紀貫之自筆本から書写された『土佐日記』の写本を定家の息子である藤原為家による紀貫之自筆本から書写された写本と比較すると、仮名遣いなどを中心に本文を意識的に整えたと見られる部分が存在することなどから定家によるある程度の意識的な本文整定は何らかの形で存在するとの見方が有力になっている。
源氏物語は54帖からなる長大な作品であるために最初からひと組の写本を複数人で書写したり、何らかの理由で欠けた写本についてもともと別々の写本であったものを組み合わせて一つの写本にしたり、欠けた部分のある写本の欠けた部分を新たに書写して補うといった部分を持つ「取り合わせ本」が数多く存在し、このような「取り合わせ本」では本文系統についても巻ごとに異なった本文系統に属するといったことが少なくなく、またこのようにしてできあがった「取り合わせ本」をもとに書写を行った場合にはその写本はたとえ一筆の写本であっても最初から複数の本文系統が混在していることになる。また程度の差はあるものの、多くの写本では本文は一度書かれてそれがそのまま伝えられるのではなく、何らかの「校合」が行われ、本文の訂正が行われている。このような本文の訂正は、最初に書写されたとき（またはその直後）に、書写の元になった写本と照合した上で誤写を訂正したような場合を除いて複雑な本文上の問題を生じさせることになる。大島本や尾州家河内本など代表的な写本の多くに当初書かれたものとは異なる系統の本文を持つ写本と照合しての校合が認められる。
また「青表紙本」や「河内本」といっても、実際の写本・本文では、「純度の高い青表紙本」から「河内本に近いものを含む青表紙本」・「河内本に近いというわけではないが独自の異文を含む青表紙本」といったものや「青表紙本に近い別本」・「河内本に近い別本」といったものまで存在し、その性質は一様ではない。またそのような判断が人によって、また研究の進展によって変化することも少なくない。例えば大島本の初音巻は当初池田亀鑑によって「別本の本文を持つ巻である」として『校異源氏物語』（1942年（昭和17年））では底本に採用されず、『源氏物語大成 校異篇』（1953年（昭和28年））にもそのまま引き継がれたが、『源氏物語大成 研究資料篇』（1956年（昭和31年））ではかつての自身の見解を「さらに慎重な検討がなされなければならない」として再検討の必要性を認めるような論述も行うようになった。その後もさまざまな研究者によってこの大島本初音帖の本文の性質については検討が続けられたが、
- 玉上琢弥『源氏物語評釈　第5巻』角川書店、1978年（昭和53年）
- 阿部秋生・秋山虔・今井源衛校注・訳『源氏物語　3　日本古典文学全集　14』小学館、1972年（昭和47年）11月　ISBN 4-09-657014-1
- 石田穣二・清水好子校注『源氏物語』新潮日本古典集成（全8巻）（新潮社、1976年（昭和51年） - 1980年（昭和55年））
- 阿部秋生他『源氏物語』完訳日本の古典（全10巻）（小学館、1983年（昭和58年） - 1988年（昭和63年））
- 阿部秋生他『源氏物語』新編日本古典文学全集（全6巻）（小学館、1994年（平成6年） - 1998年（平成10年））

といった大島本を底本に採用した多くの校本で源氏物語大成の方針を受け継いでこの初音帖については大島本の採用がされなかった一方で、池田亀鑑の当初の見解である「大島本初音帖の本文は別本である。」とする見方を誤りであるとする見方も少なからず存在する。
また近年では個々の写本の位置づけについての妥当性にとどまらず、阿部秋生等によって「青表紙本が藤原定家が目の前にあった一つの写本（それは当然古伝本系の別本である）を忠実に写しとったのならば、その結果生まれた青表紙本も実は別本であると考えざるを得ないのではないか」といった問題提起がなされ、源氏物語の本文を「青表紙本」・「河内本」・「別本」の三系統に分類すること自体の妥当性が問題にされるようになってきており、「源氏物語別本集成　続」では、青表紙本を別本に含めて「河内本として扱われるべき写本以外の全ての写本を全て別本として扱う」といった方針がとられるようになっている。またこのような二分法をとる立場の中には「青表紙本」を「いわゆる青表紙本」と呼んでみたり、さらには「青表紙本」・「河内本」という呼び方を避けて、
- これまで「河内本」と言っていたものを中心とするグループを「甲類」
- これまで「青表紙本」や「別本」と呼んでいたものを「乙類」

といった呼び方をすることもある。
1990年代以降には、多くの漢字を含む文学作品のコンピュータによるデータ処理が容易になり、本文の性格を表すときに、個別に本文を比較した上で文節レベルでの一致数（率）や不一致数（率）を計算し、そのような数字を元にして定量的な表現によって写本（本文）相互の「近さ」や「遠さ」を示すことが以下のようにしばしば行われるようになってきており、これまでのような「青表紙本である（またはない）」・「河内本である（またはない）」などといった定性的な表記に代わって使用されることも増えつつある。

第11帖 花散里における分析結果
| 写本の名称     | 大島本と の一致率 | 尾州家本と の一致率 | 伝統的な区分に よる本文系統 |
| -------------- | ----------------- | ------------------- | --------------------------- |
| 大島本         | 100％             | 64％                | 青表紙本                    |
| 陽明文庫本     | 79％              | 64％                | 別本                        |
| 保坂本         | 91％              | 67％                | 別本                        |
| 尾州家本       | 64％              | 100％               | 河内本                      |
| 阿里莫本       | 61％              | 83％                | 別本                        |
| 御物本         | 78％              | 63％                | 別本                        |
| 麦生本         | 62％              | 84％                | 別本                        |
| 鶴見大学本     | 81％              | 70％                |                             |
| 国冬本         | 85％              | 63％                | 別本                        |
| 絵入源氏物語   | 85％              | 64％                | 青表紙本                    |
| 首書源氏物語   | 88％              | 64％                | 青表紙本                    |
| 湖月抄         | 82％              | 62％                | 青表紙本                    |
| 日大本         | 94％              | 64％                | 青表紙本                    |
| 書陵部蔵本     | 82％              | 63％                | 青表紙本                    |
| 藤原定家自筆本 | 96％              | 65％                | 青表紙本                    |
| 九州大学本     | 93％              | 64％                | 青表紙本                    |
| 穂久邇文庫本   | 90％              | 63％                |                             |
| 伝為明筆本     | 92％              | 63％                | 青表紙本                    |
| 伏見天皇本     | 93％              | 63％                |                             |
| 京大中院本     | 94％              | 64％                | 青表紙本                    |
| 大正大学本     | 79％              | 73％                | 青表紙本                    |
| 肖柏本         | 80％              | 74％                | 青表紙本                    |
| 国文研正徹本   | 91％              | 63％                | 青表紙本                    |
| 高松宮家本     | 63％              | 98％                | 河内本                      |
| 河野美術館本   | 82％              | 69％                |                             |

第14帖 澪標における分析結果
| 写本の名称   | 大島本と の一致率 | 尾州家本と の一致率 | 伝統的な区分に よる本文系統 |
| ------------ | ----------------- | ------------------- | --------------------------- |
| 大島本       | 100％             | 74％                | 青表紙本                    |
| 書陵部蔵本   | 96％              | 74％                | 青表紙本                    |
| 保坂本       | 96％              | 74％                | 別本                        |
| 国冬本       | 95％              | 74％                | 別本                        |
| 日大本       | 95％              | 74％                | 青表紙本                    |
| 伏見天皇本   | 94％              | 72％                |                             |
| 陽明文庫本   | 93％              | 73％                |                             |
| 前田本       | 91％              | 71％                |                             |
| 東京大学本   | 91％              | 72％                |                             |
| 穂久邇文庫本 | 91％              | 70％                |                             |
| 阿里莫本     | 87％              | 71％                | 別本                        |
| 麦生本       | 86％              | 70％                | 別本                        |
| 尾州家本     | 74％              | 100％               | 河内本                      |
| 高松宮家本   | 73％              | 98％                | 河内本                      |
| 各筆源氏     | 69％              | 86％                | 河内本                      |
| 鶴見大学本   | 64％              | 67％                |                             |

第38帖 鈴虫における分析結果
| 写本の名称       | 大島本と の一致率 | 尾州家本と の一致率 | 伝統的な区分に よる本文系統 |
| ---------------- | ----------------- | ------------------- | --------------------------- |
| 尾州家本         | 94％              | 100％               | 河内本                      |
| 為家本           | 94％              | 98％                | 河内本                      |
| 俊成本           | 94％              | 98％                | 河内本                      |
| 鳳来寺本         | 93％              | 98％                | 河内本                      |
| 写本記号「雅」   | 93％              | 97％                | 河内本                      |
| 源氏物語大成底本 | 99％              | 96％                | 青表紙本                    |
| 池田本           | 96％              | 96％                | 青表紙本                    |
| 日大本           | 94％              | 96％                | 青表紙本                    |
| 為氏本           | 96％              | 95％                | 青表紙本                    |
| 肖柏本           | 96％              | 95％                | 青表紙本                    |
| 西下経一旧蔵本   | 95％              | 95％                | 青表紙本                    |
| 書陵部蔵本       | 94％              | 95％                | 青表紙本                    |
| 高松宮家本       | 92％              | 95％                | 河内本                      |
| 大島本           | 100％             | 94％                | 青表紙本                    |
| 横山本           | 94％              | 94％                | 青表紙本                    |
| 伏見天皇本       | 92％              | 93％                |                             |
| 御物本           | 89％              | 92％                | 河内本                      |
| 首書源氏物語     | 89％              | 91％                | 青表紙本                    |
| 絵入源氏物語     | 89％              | 90％                | 青表紙本                    |
| 湖月抄           | 89％              | 89％                | 青表紙本                    |
| 東京大学本       | 85％              | 86％                |                             |
| 陽明文庫本       | 85％              | 85％                | 別本                        |
| 保坂本           | 80％              | 81％                | 別本                        |
| 言経本           | 80％              | 80％                | 別本                        |
| 穂久邇文庫本     | 75％              | 77％                |                             |
| 中山本           | 73％              | 75％                |                             |
| 阿里莫本         | 72％              | 73％                | 別本                        |
| 麦生本           | 72％              | 73％                | 別本                        |
| 絵巻詞書         | 66％              | 69％                |                             |
| 国冬本           | 50％              | 50％                |                             |

また写本が属するとされる「本文系統」と個々の本文の異同との関係についても、加藤昌嘉は、宇治十帖の中で最大の本文異同を示す東屋巻の一節の本文異同を例にとって、小さな差異を除いたある発言の有無や特定の発言の発話者の異なりと言った筋立ての異なりによって現存する写本・版本及び注釈書が前提としていると見られる本文を分類すると、以下のような5つのグループに分かれることを明らかにし、その上で「このような実際の本文の異同状況を説明・理解するにあたって、これまで基準になるとされてきた「青表紙本」・「河内本」・「別本」という区分は何の役にも立たない」としている。
| 区分 | 写本 | 版本                                                               | 注釈書                             |
| A    | 周桂本 肖柏本 明融本 八木書店本 | 慶長古活字版 伝嵯峨本 絵入源氏物語 湖月抄                          |                                    |
| B    | 大島本（青） 日本大学蔵三条西家本（青） 飯島本 尾州家本（河） 七毫源氏（河） 高松宮家本（別） 陽明文庫本（別） 伏見天皇本源氏物語 国文研蔵正徹本 国冬本（別） 後柏原院本 東海大学蔵紹巴本 中院文庫本 | 九州大学本 寛永古活字版 無跋無刊記整版本 版本万水一露 首書源氏物語 |                                    |
| C    | 書陵部蔵三条西家本 蓬左文庫蔵三条西家本 蓬左文庫蔵紹巴本 | 元和本                                                             | 弄花抄 細流抄 明星抄 休聞抄 孟津抄 |
| D    | 穂久邇文庫本 池田本（別） |                                                                    | 一葉抄                             |
| E    | 保坂本（別） 御物本（別） |                                                                    |                                    |

## 写本の状況
源氏物語は全体で54帖からなる大部の作品であるために、全帖すべて揃っている写本は少ない。
- 「尾州家本」「宮内庁書陵部蔵三条西家本」「肖柏本」「高松宮家本」、「阿里莫本」、「大沢本」、「飯島本」のように54帖全てが揃っている写本
- 浮舟1帖だけが欠けた「保坂本」、初音1帖のみが欠けた「大島本」及び「天理河内本」、夕霧だけが欠けた「日本大学蔵三条西家本」のように1帖だけが欠けている写本、
- 花散里と柏木の2帖が欠けている「池田本」
- 四十四帖が現存する「七毫源氏」のように大部分が揃ってはいるもののわずかに欠けた巻があるもの、

さらには
- 若菜上下、橋姫、総角、早蕨の5帖のみが現存する「中京大学本」や花散里、柏木、早蕨、行幸、若紫のみが残る藤原定家自筆本

のように数帖だけが残っているもの、
- 「早蕨」1帖のみが残る保坂潤治旧蔵藤原定家自筆本、「行幸」1帖のみが残る関戸家蔵藤原定家自筆本、帚木のみが残る「東洋大学蔵阿仏尼本」のように1帖だけ残っているもの
- 1帖のさらに一部分のみが残っているもの

など、「零本」と呼ばれる何らかの形で欠けている写本が大部分である。また大部の作品であることから一人の筆で54帖全てを書写している写本はまれであり、一番早いものでも室町時代中期のものである。また完本ないしそれに近い多くの巻が揃っている写本には一度もともと揃っていた巻の一部分が欠けた後になってもともとは別の写本であったものから持ってきて取り合わせて一組の揃った写本にしたり、別の写本から書写して補っているものも多い。
また国冬本のように「匂ふ兵部卿」の表題を持つ巻の中身は「夕霧」の後半部分であり、「匂宮」の内容を持つ部分は存在せず、逆に紅梅帖の後半部分が通常の巻序の場所にもありながらそれとは別に玉鬘帖の後半部分にも綴じられており二重に存在するなどある部分が二重に入っているといった場合がしばしばある。さらには平瀬本のように形式的には54帖揃ってはいるものの「「竹河」の外題を持つ巻には『狭衣物語』第二巻の本文が混入しており源氏物語の竹河巻の本文は当該写本のどこにも存在しない」といった事例もある。
2019年（令和元年）10月、「定家本」のうち「若紫」1帖が旧大名家の子孫宅で発見されたと発表した。

## 写本の作成

### 紫式部の時代
紫式部日記の記述によれば、紫式部による自筆本自体が「よろしう書き換えし本」や「藤原道長にとって勝手に持ち出された本」などといった形で複数存在したとされており、そのほか当時の能書家などを動員しての源氏物語の写本がいくつか作成されていたとされているが、この時代の写本は現在では一つも残っておらず、注釈書の中で当時の能書家のひとりである「行成」の本について、「源親行が見たことがある」旨の記述が紫明抄に存在するものの、室町時代になると四辻善成の河海抄において「いまは伝わらず」とされている程度である。当時の数多くの物語（の写本）は数多く作られ、生み出されると同時に読み終われば捨てられ、消えていく運命にあるものであり、長く残されることはあまり無かったと考えられる。
源氏物語が生まれてから百年ほどたつと、現在も残る「源氏物語絵巻」のような源氏物語を題材にした大がかりな二次創作が行われるようになるが、源氏物語そのものの写本についても源麗子が「わがすえ（＝子孫）」に残すことを目的とした写本「従一位麗子本源氏物語」を作成するという源氏物語伝播の様態の中で画期的な事が起きる。この写本は源麗子の目的通り同人の直系の子孫である摂関家の筆頭「一条家」の相伝本になったとされ、河海抄など室町時代初期までの注釈書にしばしば言及されており、また河内方が河内本を整えたときに重んじた7つの写本の一つに挙げられているが、この「従一位麗子本」もまた現存せず、おそらくは応仁の乱の前後には失われたと考えられる。

### 証本の時代
清少納言は枕草子の中で物語がしばしば劣悪な形に改作されている事を嘆いており、源氏物語が生み出された平安時代には、物語というものはひとりの作者が作り上げた当初の形がそのまま後世に伝えられるというのはむしろ例外であり、ほとんどの場合は増補・改作など別人の手が加わった形のものが伝えられていると考えられている。
そのような状況の中で数多くの写本が作られていった結果、「源氏見ざる歌詠み遺恨の事なり」と歌作の世界で古典・聖典化されていった平安時代末期から鎌倉時代初期には、源氏物語は多くの写本は存在するものの、「家々の写本はそれぞれ異なっておりどれが正しいのか分からない」という状況になっていた。そのような状況の下で、藤原定家による「青表紙本」、河内方による「河内本」といった何らかの形で「正しい本文を持つ」とされる証本が作られ、それ以後の多くの写本は証本をもとに注意深く書写していつ誰がどのような本をもとに書写したのかを奥書に記し、写した後もきちんと校合するということが行われるようになる。
室町時代中期以降には地方の権力者が源氏物語の写本を持つことを欲し、没落したり財政的に困窮した京都の公家から貴重な古写本を譲り受けたり、地方の権力者の注文に応じて写本が作成されるといった事例も生じるようになる。例えば周防国の守護大名大内氏は定家の自筆本を何冊か手に入れたり、その後まもなく飛鳥井雅康に求めて源氏物語大成以来学術的な校本の底本として広く使用されている「大島本」と呼ばれている写本を作成したりしている。また「読む」ことを目的とした写本の他に「嫁入り本」と呼ばれる豪華な装丁を持った写本も作られている。
「読む」ことを目的とした54帖揃っている写本の他にも天皇や上皇といった身分の高い人物によるとされた写本、源頼政、西行、藤原俊成、藤原定家、藤原為家、二条為氏、阿仏尼、冷泉為相といった古い時代の書道や歌作の分野で名高い人物によるとされた写本は1帖だけ残った状態でも、さらに一葉だけの状態でも尊重された。そのため「古筆切」のような形で一部を切り取られてしまったと見られる痕跡を持つ写本も多い。但しこれらの「○○筆」については学術的な根拠が存在するとは言えない場合がほとんどであり、同じ人物によるとされている別々のところに伝来している写本同士の筆跡を比較すると同一人物によるものとは考えられないほどに異なっていることも多い。

### 版本の時代
江戸時代に入ると版本の時代に入り、それまでとは比べものにならないほどに「源氏物語の本」が普及することになり写本でなければ源氏物語を読むことは出来ない時代は終わるが、その後もさまざまな理由で「写本」も作成され続けている。
- 既存の写本を補うことを目的とした写本の作成
陽明文庫本には江戸時代に書写された巻が数帖含まれているが、その本文はわずかに見られる単純な誤写と見られるものを除くと当時の代表的な版本である湖月抄の本文に一致している。
- 源氏物語に親しみ、源氏物語の世界に浸ることを目的とした写本の作成
『源氏物語』に深い関心を抱いていたとされる松平定信（宝暦8年12月27日（1759年1月15日）  文政12年5月13日（1829年6月14日））は生涯に7度にわたって『源氏物語』全巻を書写したとされている[19][20]。
- 写本の調査研究を目的とした写本の作成
コピーや写真撮影が容易に出来るようになるまでは調査研究目的での写本の作成がしばしば行われている。山口県在住の史家近藤清石は、明治時代末期の1910年（明治43年）1月31日から翌年5月6日にかけて自身が手に入れた現在麦生本と呼ばれている写本が独特の本文を持つことに気づいてその写本を書写しており、このとき写された写本は山口県立図書館の近藤清石文庫に現存している[21][22]。
昭和に入ってからも池田亀鑑が行った後に校異源氏物語及び源氏物語大成として結実する写本調査において藤原定家自筆本、鳳来寺本、麦生本、横山本、榊原家本、東京大学本、言経本、橋本本、飯島本といった数多くの写本について筆写による写本を作成しており、陽明文庫本などいくつかの写本については亀鑑の父宏文が全巻にわたって書写したものが現存しておりこれらの写本は現在も東海大学図書館桃園文庫に残されている[23]。
- その他
2009年には源氏物語千年紀を記念して1年かけて新たに作られた写本が京都府宇治市の平等院鳳凰堂に奉納されている。この写本の本文は印刷本である岩波書店の日本古典文学大系本をもとに漢字はなるべく仮名に置き換えたものである[24][25]。

## 写本の主な所蔵者
近代以前には源氏物語の写本はほとんどは天皇をはじめとする公家・大名などの武家・神社・寺院などのものであり、わずかに一部の写本がそれらより身分の低い裕福な町人や農民のものであったと見られる。本居宣長は当時の流布本である青表紙本系統の湖月抄の本文と河海抄や花鳥余情に引かれた多くは河内本系統の本文とが異なっている事などから本文の問題に関心を抱き、自身の注釈書『源氏物語玉の小櫛』では第4巻1巻分をまるまる割いて本文の問題を論じているが、現代から見て本文性格のはっきりしないあまり良質の本文を持つとは考えられない古写本を2本しか見ることが出来なかったとされている。室町時代末期から江戸時代初期にかけては豊臣秀次から徳川家康へ、家康から尾張徳川家へといった形で伝えられた「尾州家本」のように豊臣・徳川といった新興の権力者が貴重な古写本を集める、あるいは公家などから自ら献上されたり、また「大沢本」のように功臣に対して貴重な古写本を下賜するといった事例が見られる。
明治時代以降このような伝統的な所有者から大量に放出され、多くは明治時代以降に勃興した財閥などの個人的な資産家のものになっていき、一部は海外に流出していった。第二次大戦後には財閥解体や財産税などによって個人で高額な資産を維持していくことが困難になり公家や大名の流れを汲む資産家や財閥の関係者などとして資産を得た者が保有していた多くの写本が再度大量に流出した。それらの写本は大学や公的な研究機関のものになっていった。